# Jüdischer Friedhof (Żywiec)
Koordinaten: 49° 40′ 47,8″ N, 19° 10′ 50,9″ O

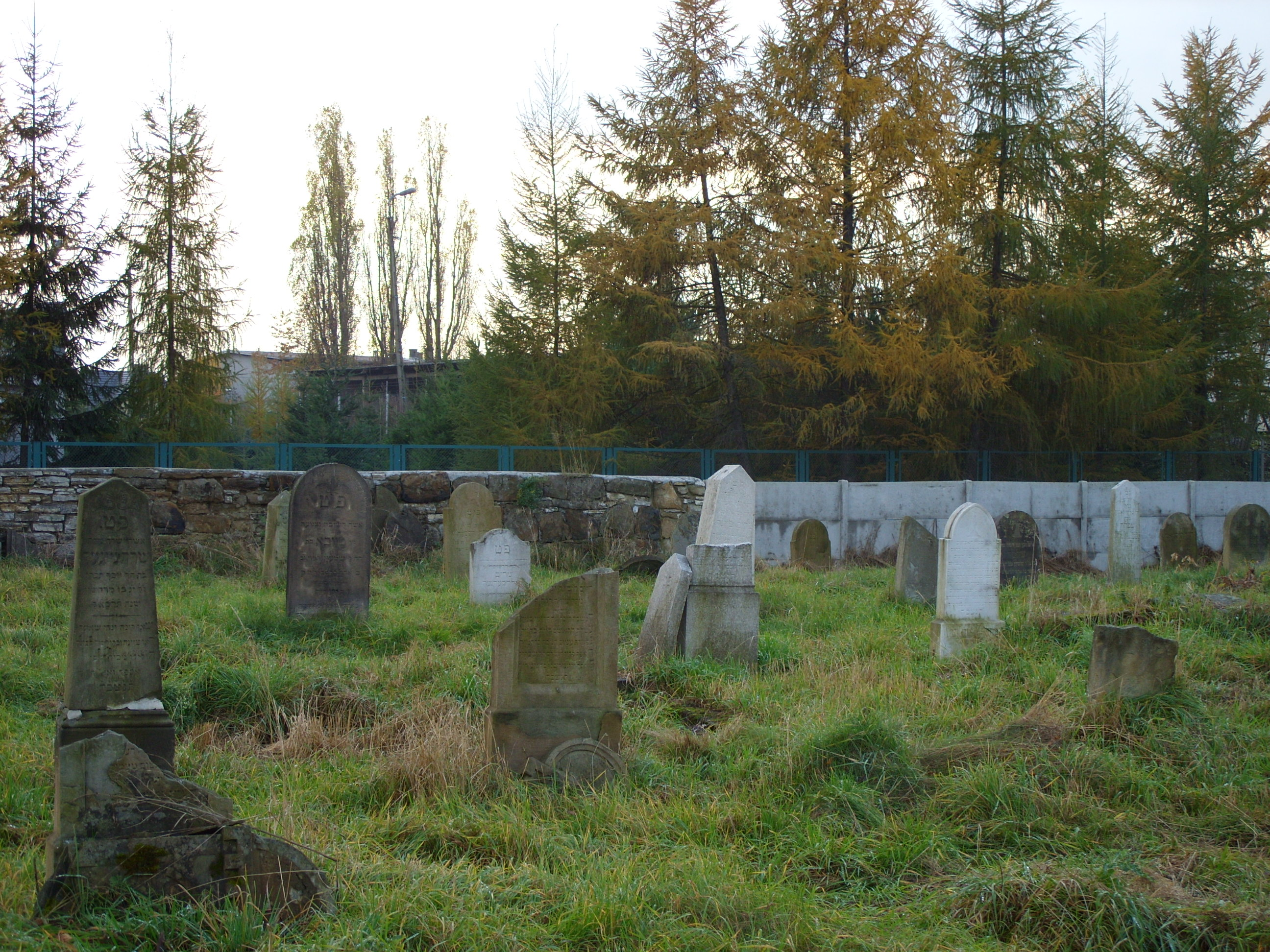
Jüdischer Friedhof in Żywiec

Der Jüdische Friedhof in Żywiec (Stadtteil Zabłocie), einer polnischen Stadt in der Woiwodschaft Schlesien, wurde Anfang des 19. Jahrhunderts angelegt. Der jüdische Friedhof wurde von deutschen Besatzern im Zweiten Weltkrieg verwüstet.
Auf dem Friedhof mit einer Fläche von 0,5 Hektar befinden sich heute noch etwa 300 Grabsteine.  